# Dexter Fletcher
Dexter Fletcher (Enfield, Inglaterra, 31 de enero de 1966) es un actor y director de cine británico. Es más conocido por haber interpretado a Soap en la película Lock, Stock and Two Smoking Barrels, a Tony Casemore en la serie Hotel Babylon y al Sargento John Martin en la miniserie Band of Brothers. Ha dirigido dos biopics, Eddie the Eagle (2016) y Rocketman (2019), ambas protagonizadas por Taron Egerton en los papeles de Eddie Edwards y Elton John.

## Biografía
Tiene dos hermanos, los también actores Graham Fletcher-Cook y Steve Fletcher. Su abuela fue la cantante y bailarina Grace Cook. Era muy buen amigo del actor británico Alan Rickman, quien fue su padrino de bodas. Salió con la actriz británica Julia Sawalha. Además, estuvo en una relación con la actriz inglesa Liza Walker. En 1997, se casó con la directora de origen lituano Dalia Ibelhauptaite en Westminster, Londres.

## Carrera
Apareció en el clip de Kylie Minogue titulado «Some Kind of Bliss».
En 1976 se estrena la película Bugsy Malone donde aparece interpretando a Baby Face, con tan sólo diez años, y compartiendo elenco con Jodie Foster, quien por entonces contaba con trece años. En 1980 aparece en El hombre elefante de David Lynch.
En 1986 dio vida al artista Caravaggio a las órdenes de Derek Jarman 
En 1989 se unió al elenco de la serie Press Gang donde interpretó a James «Spike» Thomson, un delincuente estadounidense que se ve obligado a trabajar en el periódico para no ser expulsado de la escuela, hasta el final de la serie en 1993.
En 1989 protagonizó la adaptación al cine de The Rachel Papers, traducida en España como Seducir a Raquel. En dicho film compartía reparto con James Spader, Jonathan Pryce e Ione Skye entre otros. 
En 1992 apareció por segunda vez en la serie policíaca The Bill, donde interpretó a Shaun Leary en el episodio «Not Waving». Anteriormente había aparecido por primera vez en la serie en 1989 como Tony Gillespie durante el episodio «The Strong Survive».
En 2001 se unió al elenco de la aclamada miniserie Band of Brothers, donde interpretó al sargento John «Pee Wee» Martin, un trabajador de construcción de vías férreas.
En 2005 apareció como personaje secundario en la película Doom. donde dio vida a Marcus «Pinky» Pinzerowsky, un técnico asignado a coordinar las comunicaciones del equipo que años atrás, durante un viaje al Arca, había perdido la parte inferior de su cuerpo.
En 2006 se unió al elenco principal de la serie Hotel Babylon donde interpretó a Tony Casemore, el consejero principal del hotel hasta el final de la serie en 2009. Ese mismo año se unió al elenco de la miniserie The Virgin Queen, donde interpretó a Sir Thomas Radcliffe, Earl de Sussex y cortesano durante el reinado de Isabel I de Inglaterra, interpretada por Anne-Marie Duff.
Entre 2009 y 2010 apareció como invitado en la serie Misfits, donde interpretó a Mike Young, el padre de Nathan (Robert Sheehan) y Jamie Young (Sam Keeley).
En 2014 apareció en la película Muppets Most Wanted, secuela de The Muppets.
En 2016 dirigió la película biográfica Eddie the Eagle, sobre el esquiador olímpico británico Eddie Edwards, más conocido como Eddie el Águila.
En diciembre de 2017 fue contratado como director del largometraje biográfico Bohemian Rhapsody, luego del despido del anterior director, Bryan Singer.

## Filmografía

### Televisión
| Año         | Título                      | Rol                        | Notas                                                 |
| ----------- | --------------------------- | -------------------------- | ----------------------------------------------------- |
| 2017        | 60 Seconds to Die           | Presentador de noticiero   | Antología de cortometrajes de terror Segmento: "SCab" |
| 2015        | The Interceptor             | Scooter                    | Episodio # 1.5                                        |
| 2014        | Mount Pleasant              | Gus                        | 3 episodios                                           |
| 2014        | Rev.                        | Mike Tobin                 | Episodio # 3.3                                        |
| 2013        | Death in Paradise           | Grant                      | Episodio # 2.5                                        |
| 2011        | White Van Man               | Ian                        | Episodio: "The Morning After"                         |
| 2009, 2010  | Misfits                     | Mike Young                 | 2 episodios                                           |
| 2006 - 2009 | Hotel Babylon               | Tony Casemore              | 32 episodios                                          |
| 2008        | Bonekickers                 | Michael Gift               | Episodio: "Follow the Gleam"                          |
| 2008        | New Tricks                  | Tommy Jackson              | Episodio: "Final Curtain"                             |
| 2008        | The Last Enemy              | Dueño de la casa de empeño | Episodio # 1.4 Miniserie                              |
| 2007        | Robin Hood                  | Conde Friedrich            | Episodio: "Booby and the Beast"                       |
| 2006        | The Virgin Queen            | Sir Thomas Radcliffe       | 3 episodios Miniserie                                 |
| 2005        | A Bear's Tail               | Escritor                   | -                                                     |
| 2001        | Band of Brothers            | Sargento John Martin       | 10 episodios Miniserie                                |
| 1997        | The Famous Five             | Lou                        | Episodio: "Five Go Off in a Caravan"                  |
| 1989 - 1993 | Press Gang                  | Spike Thomson              | 43 episodios                                          |
| 1992        | Soldier Soldier             | Biker                      | 3 episodios                                           |
| 1992        | The Bill                    | Shaun Leary                | Episodio: "Not Waving"                                |
| 1991        | Murder Most Horrid          | Colin                      | Episodio: "Murder at Tea Time"                        |
| 1991        | The Play on One             | Anthony                    | Episodio: "Out of the Blue"                           |
| 1991        | All Out                     | Angelo                     | Hombre de la pareja protagonista                      |
| 1989        | Boon                        | Eddie Cotton               | Episodio: "Walking Off Air"                           |
| 1988        | The Comic Strip Presents... | Lennox                     | Episodio: "Didn't You Kill My Brother?"               |
| 1986        | Dramarama                   | Darryl                     | Episodio: "Pig Ignorance"                             |
| 1980        | Jukes of Piccadilly         | Ben                        | 2 episodios                                           |
| 1979        | Grandad                     | Joven                      | Episodio # 1.1                                        |

### Cine
| Año  | Título                              | Rol                 | Notas |
| ---- | ----------------------------------- | ------------------- | --- |
| 2018 | Terminal                            | Vince               | Junto a Margot Robbie, Max Irons, Thomas Turgoose, Simon Pegg y Mike Myers                                                                          |
| 2017 | Eat Locals                          | Mr. Thatcher        | Junto a Charlie Cox, Mackenzie Crook, Tony Curran, Freema Agyeman y Eve Myles                                                                       |
| 2016 | Smoking Guns                        | Paul McVeigh        | Junto a Daniel Caltagirone, Count Prince Miller, Ewen MacIntosh, Andreas Karras, Jamie Crew, Tommy O'Neil y Mehmet Ferda                            |
| 2015 | Age of Kill                         | Mayor Jackman       | Junto a Martin Kemp, Patrick Bergin y Bruce Payne                                                                                                   |
| 2015 | The Coven                           | Mr. Sheers          | Junto a Cloe Mackie, Holly Mackie y Tony O'Callaghan                                                                                                |
| 2014 | The Hooligan Factory                | -                   | Sin acreditar Junto a Jason Maza, Nick Nevern, Tom Burke, Ray Fearon, Steven O'Donnell, Morgan Watkins, Josef Altin, Leo Gregory y Keith-Lee Castle |
| 2014 | Muppets Most Wanted                 | -                   | Sin acreditar Junto a Tom Hiddleston, Salma Hayek, Danny Trejo, Christoph Waltz, Tina Fey y Ray Liotta                                              |
| 2011 | The Three Musketeers                | Padre de D'Artagnan | Junto a Logan Lerman, Matthew Macfadyen, Ray Stevenson, Luke Evans y Milla Jovovich                                                                 |
| 2010 | Kick-Ass                            | Cody                | Junto a Aaron Taylor-Johnson, Chloë Grace Moretz, Nicolas Cage, Evan Peters y Mark Strong                                                           |
| 2007 | Stardust                            | Skinny Pirate       | Junto a Charlie Cox, Claire Danes, Michelle Pfeiffer, Robert De Niro, Mark Strong, Sienna Miller y Peter O'Toole                                    |
| 2006 | Tristan + Isolde                    | Orick               | Junto a James Franco, Sophia Myles, Rufus Sewell, Mark Strong y Henry Cavill                                                                        |
| 2005 | Doom                                | Pinky               | Junto a Karl Urban, Rosamund Pike, Dwayne Johnson, Ben Daniels, Deobia Oparei y Richard Brake                                                       |
| 2004 | Layer Cake                          | Cody                | Junto a Daniel Craig, Tom Hardy, Jamie Foreman, Sally Hawkins y Burn Gorman                                                                         |
| 2002 | Below                               | Kingsley            | Junto a Bruce Greenwood, Matthew Davis, Olivia Williams, Holt McCallany, Scott Foley, Zach Galifianakis, Jason Flemyng                              |
| 2000 | Pandaemonium                        | Humphry Davy        | Junto a Linus Roache, John Hannah, Samantha Morton, Emma Fielding y Andy Serkis                                                                     |
| 1998 | Lock, Stock and Two Smoking Barrels | Soap                | Junto a Jason Flemyng, Nick Moran, Jason Statham, Steven Mackintosh y Vinnie Jones                                                                  |
| 1995 | Aristophanes: The Gods Are Laughing | Hijo de Aristófanes | Junto a Roger Ashton-Griffiths, Ewen Bremner, Robert Glenister y Robert Pugh                                                                        |
| 1989 | El sueño del mono loco              | Malcolm Greene      | Junto a Jeff Goldblum, Miranda Richardson y Liza Walker                                                                                             |
| 1986 | Caravaggio                          | Caravaggio (joven)  | Junto a Nigel Terry, Sean Bean y Tilda Swinton |
| 1985 | Revolution                          | Hugh Hudson         | Junto a Al Pacino, Donald Sutherland y Nastassja Kinski                                                                                             |
| 1980 | The Elephant Man                    | Niño de Byte        | Junto a Anthony Hopkins, John Hurt, Anne Bancroft, John Gielgud, Wendy Hiller y Ian Holm y Freddie Jones                                            |
| 1978 | Les Miserables                      | Gavroche            | Junto a Richard Jordan, Anthony Perkins, Angela Pleasence, Caroline Langrishe, Christopher Guard, Ian Holm y Caroline Blakiston                     |
| 1976 | Bugsy Malone                        | Baby Face           | Junto a Jodie Foster, Scott Baio, Florrie Dugger, John Cassisi y Martin Lev                                                                         |

### Como director, escritor y productor
| Año  | Título                                           | Notas                  |
| ---- | ------------------------------------------------ | ---------------------- |
| 2023 | Sherlock Holmes 3 Y Ghosted (Ghosting en España) | Director               |
| 2019 | Rocketman                                        | Director               |
| 2018 | Bohemian Rhapsody                                | Director sin acreditar |
| 2016 | Eddie the Eagle                                  | Director               |
| 2013 | Sunshine on Leith                                | Director               |
| 2011 | Wild Bill                                        | Director y escritor    |
| 2010 | Dead Cert                                        | Productor ejecutivo    |
| 2010 | Just for the Record                              | Productor ejecutivo    |
| 1999 | Let the Good Times Roll                          | Escritor Cortometraje  |

### Presentador, narrador y apariciones
| Año         | Título                | Notas                        |
| ----------- | --------------------- | ---------------------------- |
| 2009        | Air Force Afghanistan | Narrador                     |
| 2003        | Liquid Assets         | Episodio: "Kylie's Millions" |
| 1993 - 1994 | Gamesmaster           | 26 episodios Presentador     |

Teatro
| Año  | Obra                             | Personaje            | Director(a)         | Teatro                  | Notas                                                                |
| ---- | -------------------------------- | -------------------- | ------------------- | ----------------------- | -------------------------------------------------------------------- |
| 2004 | When Harry Met Sally             | Jack                 | -                   | Theatre Royal Haymarket | -                                                                    |
| 1997 | The Reckless Are Dying Out       | -                    | -                   | Lyric Theatre           | -                                                                    |
| 1996 | Massage                          | -                    | -                   | Lyric Theatre           | -                                                                    |
| 1995 | The Blue Ball                    | -                    | -                   | National Theatre        | -                                                                    |
| 1985 | Henry V                          | -                    | -                   | -                       | -                                                                    |
| 1994 | The Impresario from Smyrna       | -                    | Dalia Ibelhauptaite | Old Red Lion Theatre    | -                                                                    |
| 1984 | Hamlet                           | -                    | -                   | -                       | -                                                                    |
| 1983 | Abracadabra                      | -                    | Peter James         | Lyric Theatre           | Junto a Elaine Paige, Jenna Russell, Michael Praed y Sylvester McCoy |
| 1982 | Derek                            | -                    | -                   | -                       | -                                                                    |
| 1981 | The Knight of the Burning Pestle | Michael Merrythought | -                   | -                       | -                                                                    |
| 1980 | The Summer Party                 | -                    | -                   | Crucible Theatre        | -                                                                    |
| 1980 | The Merry Wives of Windsor       | Robin                | -                   | -                       | -                                                                    |
| 1978 | A Midsummer's Night Dream        | -                    | Gillian Lynne       | Aldwych Theatre         | Junto a Patrick Stewart, Peter Woodward y Richard Griffiths          |
| -    | Henry IV                         | Francis              | -                   | -                       | -                                                                    |
| -    | Peter Pan                        | Curly                | -                   | -                       | -                                                                    |
| -    | The Twin Rivals                  | Farquhar             | -                   | -                       | -                                                                    |

## Premios y nominaciones
| Año  | Categoría                                                                        | Premio                                | Película  | Resultado |
| ---- | -------------------------------------------------------------------------------- | ------------------------------------- | --------- | --------- |
| 2013 | Outstanding Debut by a British Writer, Director or Producer (junto a Danny King) | BAFTA Film Award                      | Wild Bill | Nominado  |
| 2013 | Breakthrough British Filmmaker                                                   | ALFS Award                            | Wild Bill | Nominado  |
| 2012 | Best First Feature-Length Film Screenplay (junto a Danny King)                   | Writers' Guild of Great Britain Award | Wild Bill | Ganador   |
| 2012 | Feature Film                                                                     | Grand Prize                           | Wild Bill | Nominado  |
| 2011 | Best International Feature                                                       | Gold Hugo Award                       | Wild Bill | Nominado  |

Festival Internacional de Cine de San Sebastián
| Año  | Categoría                       | Película  | Resultado |
| ---- | ------------------------------- | --------- | --------- |
| 2011 | Premio Euskaltel de la juventud | Wild Bill | Ganador   |